# Patrick Groc
Patrick Groc (Neuilly-sur-Seine, 1960. szeptember 6. –) világbajnoki ezüstérmes, olimpiai bronzérmes francia tőrvívó.